# Tô Ngọc Vân

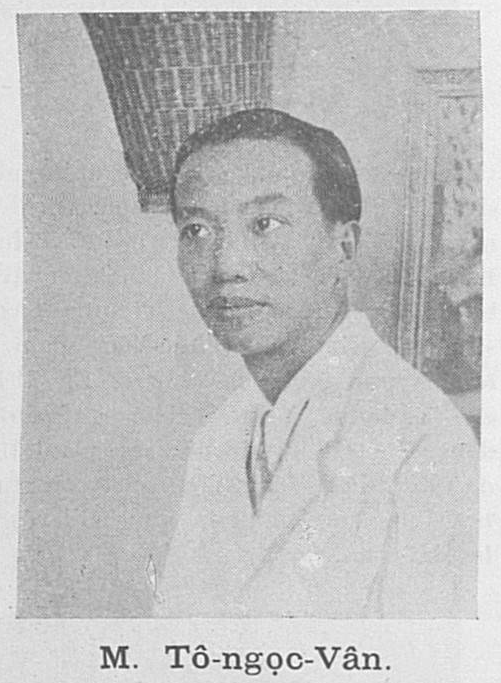
Tô Ngọc Vân

Tô Ngọc Vân (* 15. Dezember 1906, nach anderen Quellen 1908 in der Provinz Hưng Yên; † 17. Juni 1954 in oder nahe  Điện Biên Phủ), auch bekannt unter seinem Gelehrtennamen Tô Tử, war ein vietnamesischer Maler.

## Leben und Werk
Ngọc Vân wurde 1906, nach anderen Quellen 1908 in dem nordvietnamesischen Dorf Xuân Cầu in der Provinz Hưng Yên, unweit von Hanoi, geboren. Aus ärmlichen Verhältnissen stammend nahm er 1926 an der ein Jahr zuvor gegründeten École des beaux-arts de l’Indochine ein Malereistudium auf, das er 1931 abschloss.
Ngọc Vân unternahm zahlreiche Studienreisen innerhalb und außerhalb Französisch-Indochinas, die ihn unter anderem nach Bangkok, Huế und Phnom Penh führten.
Als Professor für Malerei an der École des beaux-arts de l’Indochine und Leiter der École d’art Việt Bắc prägte To Ngoc Van eine ganze Generation von vietnamesischen bildenden Künstlern. Er betätigte sich auch als Kunstkritiker.
Während des Indochinakrieges beteiligte sich Ngọc Vân auf vielfältige Weise am Widerstand der vietnamesischen Unabhängigkeitsbewegung  und erlag am 17. Juni 1954 Verletzungen, die er sich in der Schlacht um Điện Biên Phủ zugezogen hatte.
Werke Ngọc Vâns sind heute unter anderem im Vietnamesischen Nationalmuseum der Schönen Künste in Hanoi und im Museum der Schönen Künste in Ho-Chi-Minh-Stadt ausgestellt.